# Picea mariana
Picea mariana là một loài thực vật hạt trần trong họ Thông. Loài này được (Mill.) Britton, Sterns & Poggenb. miêu tả khoa học đầu tiên năm 1888. 
Loài này phân bố khắp Canada, được tìm thấy ở tất cả 10 tỉnh và 3 vùng đất vùng cực của Canada. Phạm vi phân bố loài này mở về phía bắc của Hoa Kỳ: ở Alaska, vùng Ngũ Đại Hồ, và Đông Bắc. Loài này thường tạo thành quần xã gọi là rừng taiga hoặc phương bắc.